# NGC 2515
NGC 2515 је двојна звезда у сазвежђу Рак која се налази на NGC листи објеката дубоког неба.
Деклинација објекта је + 20° 11' 17" а ректасцензија 8h 3m 21,3s. Привидна величина (магнитуда) објекта NGC 2515 износи 13,2.